# Marcos Díaz
Marcos Díaz Orellana est un homme politique, médecin oto-rhino-laryngologiste et militaire vénézuélien, né à Barquisimeto le 16 mars 1960. Ancien membre du gouvernement, il a été entre 2008 et 2012, le 34e gouverneur de l'État de Mérida succédant à Florencio Porras. Il est membre du parti au pouvoir, le PSUV.

## Sources
- (es) Cet article est partiellement ou en totalité issu de l’article de Wikipédia en espagnol intitulé « Marcos Díaz (político) » (voir la liste des auteurs).